# Kana Hanazawa

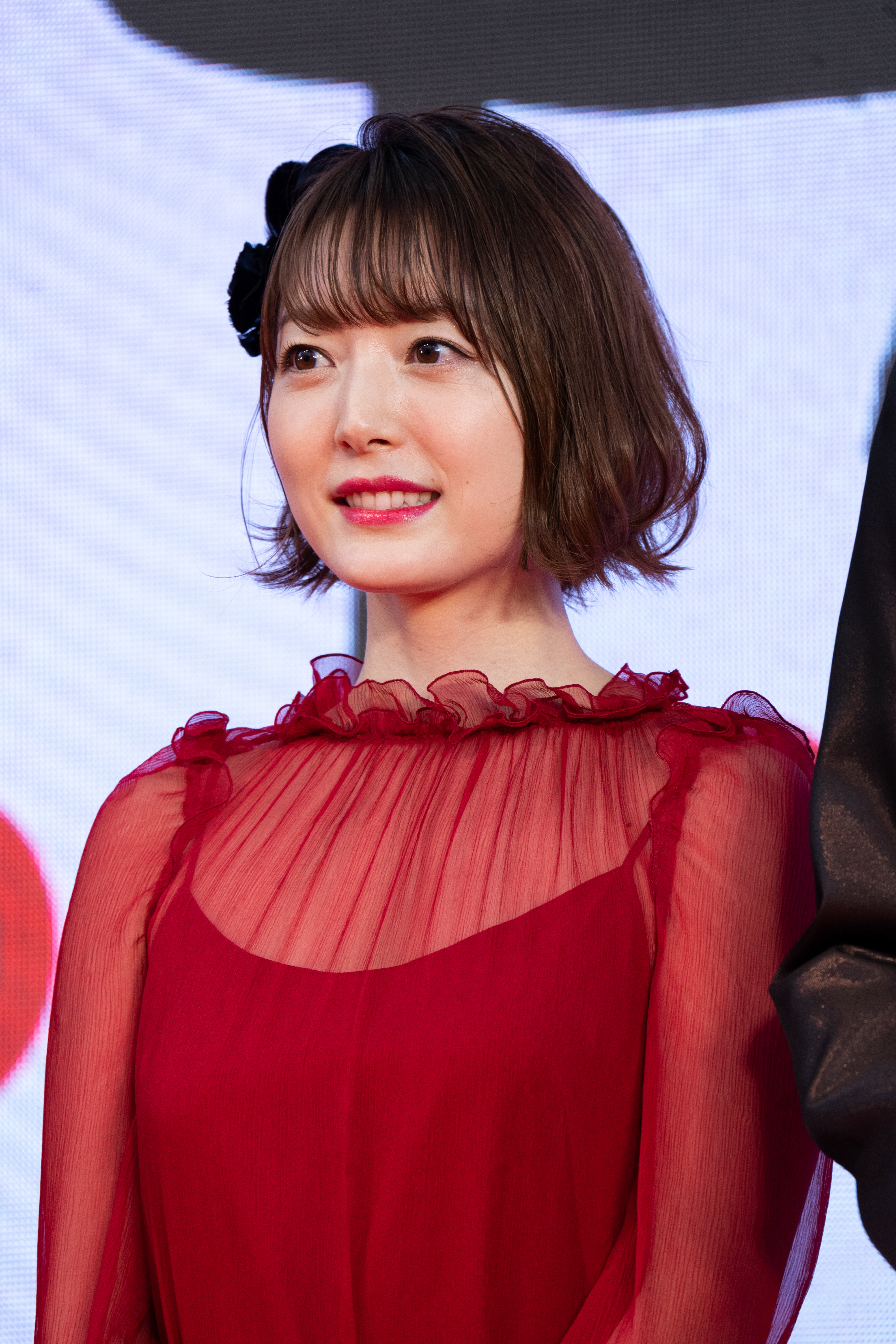
Kana Hanazawa, 2019

Kana Hanazawa (jap. 花澤 香菜, Hanazawa Kana; * 25. Februar 1989 in der Präfektur Tokio) ist eine japanische Synchronsprecherin (Seiyū). Sie arbeitet für die Agentur Ōsawa Jimusho.

## Karriere
Kana Hanazawa war schon früh in der Unterhaltungsindustrie tätig. Bereits als 7-Jährige war sie regelmäßiges Mitglied in Sanma Akashiyas Fernsehsendung Yappari Sanma-daisensei, die von 1996 bis 2000 lief. 2001 spielte sie in der 11-teiligen Fernsehserie (Dorama) Kakkoi no Sensei die Rolle der Kanako Makimura. 2004 folgte ein kleinerer Auftritt in der Krimi-Romanverfilmung Riyū. Zudem war sie in der Werbung tätig und trat beispielsweise 1997 in einer Werbung zu JUSCOs (heute: Æon) Marke Topvalu auf, 2000 für die Neo-Erweiterung des Pokémon-Sammelkartenspiels, 2001 für Mazda oder 2004 für eine Schuluniform-Kleiderserie von Ozaki Shōji.
2003 erfolgte die erste, wenn auch nur kurze, Betätigung als Synchronsprecherin, als sie in dem Anime Last Exile die Nebenrolle der Holly Mad-thane sprach. Ihre nächste Arbeit als Sprecherin sollte erst 2006 erfolgen, wo sie eine weibliche Hauptrolle als Ryōko Kaminagi in der Anime-Serie Zegapain erhielt. Dort traf sie auf Ayako Kawasumi, die sie überzeugte, statt weiterhin ein Junior Idol zu sein, eine Karriere als Synchronsprecherin zu verfolgen. Hanazawa folgte diesem Rat und wechselte zu der auf Synchronsprechrollen spezialisierten Agentur Ōsawa Jimusho.
Kana Hanazawas charakteristische Stimme wird als „ruhig und heilsam“ (「ゆったりとした癒し声」, yuttari toshita iyashi koe) und „freundlich-kindlich“ (「甘く幼い声」, amaku osanai koe) beschrieben. Mizuki Nomura, Autorin der Light-Novel-Reihe Bungaku Shōjo, deren titelgebende Figur Hanazawa in der Verfilmung sprach, bezeichnete sie als „klare liebliche Stimme“ (「澄んだ可愛らしい声」, sunda kawarashii koe). Bei ihren Rollen spricht sie zumeist Mädchen im Altersbereich vom Kleinkind bis zur Oberschülerin, deren Charakter meist intellektuell-schüchtern, dynamisch-tollpatschig oder berechnend-böswillig ist.

## Rollen (Auswahl)
| Anime-Fernsehserien |
| --- |
| 2003 Last Exile (Holly Mad-thane) 2006 Zegapain (Ryōko Kaminagi) 2007 Sketchbook – full color’s (Sora Kajiwara) Potemayo (Potemayo) Mushi-Uta (Shiika Anmoto / Fuyuhotaru / Snow Fly) 2008 Gunslinger Girl -Il Teatrino- (Angelica) Kannagi (Zange-chan, Hakua Suzushiro) Kyōran Kazoku Nikki (Yūka Midarezaki) Sekirei (Kusano) To Love-Ru (Mikan Yūki) Mahō Tsukai ni Taisetsu na Koto – Natsu no Sora (Sora Suzuki) 2009 Asu no Yoichi! (Kagome Ikaruga) Kobato. (Kobato Hanato) Darker Than Black: Ryūsei no Gemini (Suō Pavlichenko) Bakemonogatari (Nadeko Sengoku) Pandora Hearts (Sharon Reinsworth) 2010 Asobi ni Iku yo! (Aoi Futaba) Angel Beats! (Tenshi / Kanade Tachibana) Otome Yōkai Zakuro (Susukihotaru) Ore no Imōto ga Konna ni Kawaii Wake ga Nai (Kuroneko / Ruri Gokō, Hinata Gokō) Kami nomi zo Shiru Sekai (Shiori Shiomiya) Maid-sama (Sakura Hanazono) Gokujō!! Mecha Mote Iinchō: Second Collection (Mari Konaka) Kuragehime (Tsukimi Kurashita) Sekirei – Pure Engagement (Kusano) Durarara!! (Anri Sonohara) B-gata H-kei (Mayu Miyano) Motto To Love-Ru (Mikan Yūki) 2011 Ao no Exorcist (Moriyama Shiemi) IS (Infinite Stratos) (Charlotte Dunois) Steins;Gate (Mayuri Shiina) Deadman Wonderland (Shiro) Dog Days (Noir Vinocacao) Fractale (Nessa) Freezing (Lana Linchen) Hen Zemi (Nanako Matsutaka) Mayo Chiki! (Kureha Sakamachi) Moshidora (Yuki Miyata) Morita-san wa Mukuchi (Mayu Morita) Rō-Kyū-Bu! (Tomoka Minato) Guilty Crown (Ayase Shinomiya) 2012 Aquarion Evol (Zessica Wong) Inu x Boku SS (Karuta Roromiya) Ore no Imōto ga Konna ni Kawaii Wake ga Nai (Kuroneko / Ruri Gokō, Hinata Gokō) Kidō Senshi Gundam AGE (Romary Asuno) Psycho-Pass (Akane Tsunemori) Saki: Achiga-hen episode of side-A (Kuro Matsumi) Shin Sekai yori (Maria Akizuki) Zetsuen no Tempest (Aika Fuwa) Teekyū (Marimo Bandō) Dog Days’ (Noir Vinocacao) To Love-Ru Darkness (Mikan Yūki) Aesthetica of a Rogue Hero (Kuzuha Dōmoto) Bimbōgami ga! (Ichiko Sakura) Black Rock Shooter (Mato Kuroi / Black Rock Shooter) Mōretsu Pirates (Chiaki Kurihara) 2013 IS (Infinite Stratos) 2 (Charlotte Dunois) Ore no Imōto ga Konna ni Kawaii Wake ga Nai. (Kuroneko / Ruri Gokō, Hinata Gokō) Kami nomi zo Shiru Sekai: Megami-hen (Shiori Shiomiya, Minerva) Coppelion (Aoi Fukasaku) Kotoura-san (Yuriko Mifune) Sasami-san@Ganbaranai (Kagami Yagami) Zettai Bōei Leviathan (Syrup) Chōjigen Game Neptunia (Pururut) Teekyū 2/3 (Marimo Bandō) Tōkyō Ravens (Natsume Tsuchimikado) Nagi no Asukara (Manaka Mukaido) Boku wa Tomodachi ga Sukunai Next (Kobato Hasegawa) Monogatari Series: Second Season (Nadeko Sengoku) Rō-Kyū-Bu! SS (Tomoka Minato) Watashi ga Motenai no wa Dō Kangaete mo Omaera ga Warui! (Yū Naruse) 2014 Kanojo ga Flag o Oraretara (Megumu Tōzokuyama) Kiseijū: Sei no Kakuritsu (Satomi Murano) Psycho-Pass 2 (Akane Tsunemori) Seikoku no Dragonar (Jessica Valentine) Sekai Seifuku – World Conquest Zvezda Plot (Natasha / Um) D-Fragments (Roka Shibasaki) Tōkyō Ghoul (Rize Kamishiro) Tonari no Seki-kun (Rumi Yokoi) Nisekoi (Kosaki Onodera) No-Rin (Minori Nakazawa) Buddy Complex (Mayuka Nasu) Break Blade (Cleo Saburafu) Persona 4: The Golden Animation (Marie) Bokura wa Minna Kawai-sō (Ritsu Kawai) Mahōka Kōkō no Rettōsei (Mayumi Saegusa) Mekakucity Actors (Marry Kozakura) Ryūgajō Nanana no Maizōkin (Daruku Hoshino) World Trigger (Ai Kitora) 2015 Gatchaman Crowds (Gelsadra) Jūō Mujin no Fafnir (Firill Crest) Junketsu no Maria (Ezekiel) Jōkamachi no Dandelion (Akane Sakurada) Teekyū (Marimo Bandō) Durarara!!×2 (Anri Sonohara) To Love-Ru Darkness (Mikan Yūki) Nisekoi: (Kosaki Onodera) Prison School (Hana) Yamada-kun and the Seven Witches (Mikoto Asuka) 2016 Fairy Tail Zero (Zēra) Orange (Naho Takamiya) 2017 Love & Lies (Misaki Takasaki) 2018 Sora Yorimo Tōi Basho (Shirase Kobuchizawa) Steins;Gate 0 (Mayuri Shiina) Cells at Work! (Erythrozyt AE3803) Happy Sugar Life (Satō Matsuzawa) 2019 Demon Slayer (Mitsuri Kanroji) 2021 Maiko-san Chi no Makanai-san (Kiyo) 2023 Kubo Won’t Let Me Be Invisible (Nagisa Kubo) 2024 A Condition Called Love (Hotaru Hinase) |
| OVA |
| 2009 Bungaku Shōjo (Tōko Amano) To Love-Ru OVA (Mikan Yūki) 2010 .hack//Quantum (Sakuya / Asumi Aida) Black Rock Shooter (Mato Kuroi / Black Rock Shooter) Hen Zemi (Nanako Matsutaka) Megane na Kanojo (Chiaki Kuramoto) 2011 Baby Princess 3D Paradise 0 (Mizuki) Morita-san wa Mukuchi (Mayu Morita) Mayo elle Otoko no Ko (Itsuki Kanade) |
| Anime-Filme |
| 2009 Cencoroll (Yuki) Ibara no Ō – King of Thorn (Kasumi Ishiki) 2010 Bungaku Shōjo (Tōko Amano) 2013 The Garden of Words (Yukari Yukino) Steins;Gate: Fuka Ryōiki no Déjà vu (Mayuri Shiina) Kimi no Na wa (Yukari Yukino) |
| Computerspiele |
| 2009 The Idolm@ster: Dearly Stars (Eri Mizutani) Tales of Graces (Sophie) 2011 Tantei-bu: The Detective Club (Maya Higuchi) Daemon Bride: Additional Gain (Pure) Final Fantasy Type-0 (Deuce) Mother Goose no Himitsu no Yakata – Blue Label (Emily Knolles) Rewrite (Kagari) 2012 Rewrite Harvest festa! (Kagari) Sol Trigger (Ema) Persona 4 Golden (Marie) |
| Handyspiele |
| 2021 Arknights (Blemishine) |